# Termometría
La termometría se encarga de la medición de la temperatura de cuerpos o sistemas. Para este fin, se utiliza el termómetro, que es un instrumento que se basa en el cambio de alguna propiedad de la materia debido al efecto del calor; así se tiene el termómetro de mercurio y de alcohol, que se basan en la dilatación, los termopares que deben su funcionamiento al cambio de la conductividad eléctrica, los ópticos que detectan la variación de la intensidad del rayo emitido cuando se refleja en un cuerpo caliente
Para poder construir el termómetro se utiliza el Principio Cero de la Termodinámica que dice: «Si un sistema A que está en equilibrio térmico con un sistema B, está en equilibrio térmico también con un sistema C, entonces los tres sistemas A, B y C están en equilibrio térmico entre sí».

## Terminología
La palabra «termometría» proviene del latín científico «thermometria», que se registró por primera vez en el siglo XVIII. Posteriormente, se adoptó en otros idiomas, como el francés («thermometrie» en 1842) y el inglés («thermometry» en 1858). En sus primeros testimonios, «termometría» se entendía como la disciplina que examinaba la medida del calórico, concebido como un fluido material auto-repelente que fluía entre los cuerpos y se consideraba el causante de los fenómenos de calor. En el ámbito médico, también se emplea para referirse a la medición de la temperatura corporal como método de estudio de la evolución de una enfermedad.

## Propiedades termométricas
Una propiedad termométrica de una sustancia es aquella que varía en el mismo sentido que la temperatura, es decir, si la temperatura aumenta su valor, la propiedad también lo hará, y viceversa.

### Sistema aislado térmicamente
Se denomina sistema a cualquier conjunto de materia limitado por una superficie real o imaginaria. Todo aquello que no pertenece al sistema pero que puede influir en él se denomina medio ambiente.
Se puede definir el calor como la energía transmitida hacia o desde un sistema, como resultado de una diferencia de temperaturas entre el sistema y su medio ambiente. Así como se define un sistema aislado o sistema cerrado como un sistema en el que no entra ni sale materia, un sistema aislado térmicamente o S.A.T. se define como un sistema en el que no entra ni sale calor. Un ejemplo clásico que simula un sistema aislado térmicamente es un termo que contiene agua caliente, dado que el agua no recibe ni entrega calor al medio ambiente.
Una propiedad importante de un S.A.T. es que, dentro de él, la temperatura siempre se mantiene constante después de transcurrido un tiempo suficientemente largo. Si dentro del S.A.T. hay más de una temperatura, al cabo de dicho tiempo, el S.A.T. tendrá sólo una temperatura llamada temperatura de equilibrio, y se dirá entonces que el sistema llegó al equilibrio térmico. En general, un sistema está en equilibrio térmico cuando todos los puntos del sistema se hallan a la misma temperatura, o dicho de otra forma, cuando las propiedades físicas del sistema que varían con la temperatura no varían con el tiempo. Por que llega un momento en que la marca del termómetro  ya no sube aunque lo deje en la boca o bajo brazo

## Escalas termométricas
Son las diferentes unidades con las que se representa la temperatura. Existen varias escalas termométricas para medir temperaturas, relativas y absolutas.
A partir de la sensación fisiológica, es posible hacerse una idea aproximada de la temperatura a la que se encuentra un objeto. Pero esa apreciación directa está limitada por diferentes factores; así el intervalo de temperaturas a lo largo del cual esto es posible es pequeño; además, para una misma temperatura la sensación correspondiente puede variar según se haya estado previamente en contacto con otros cuerpos más calientes o más fríos y, por si fuera poco, no es posible expresar con precisión en forma de cantidad los resultados de este tipo de apreciaciones subjetivas. Por ello para medir temperaturas se recurre a los termómetros.
En todo cuerpo material la variación de la temperatura va acompañada de la correspondiente variación de otras propiedades medibles, de modo que a cada valor de aquella le corresponde un solo valor de ésta. Tal vez es el caso de la longitud de una varilla metálica de la resistencia eléctrica de un metal de la presión de un gas, del volumen de un líquido, etc. Estas magnitudes cuya variación está ligada a la de la temperatura se denominan propiedades termométricas, porque pueden ser empleadas en la construcción de termómetros.
Para definir una escala de temperaturas es necesario elegir una propiedad termométrica que reúna las siguientes condiciones:
1. La expresión matemática de la relación entre la propiedad y la temperatura debe ser conocida.
2. La propiedad termométrica debe ser lo bastante sensible a las variaciones de temperatura como para poder detectar, con una precisión aceptable, pequeños cambios térmicos.
3. El rango de temperatura accesible debe ser suficientemente grande.

Una vez que la propiedad termométrica ha sido elegida, la elaboración de una escala termométrica o de temperaturas lleva consigo, al menos, dos operaciones; por una parte, la determinación de los puntos fijos o temperaturas de referencia que permanecen constantes en la naturaleza y, por otra, la división del intervalo de temperaturas correspondiente a tales puntos fijos en unidades o grados.
Lo que se necesita para construir un termómetro, son puntos fijos, es decir procesos en los cuales la temperatura permanece constante. Ejemplos de procesos de este tipo son el proceso de ebullición y el proceso de fusión.
Existen varias escalas para medir temperaturas, las más importantes son la escala Celsius, la escala Kelvin y la escala Fahrenheit.

### Escala Celsius

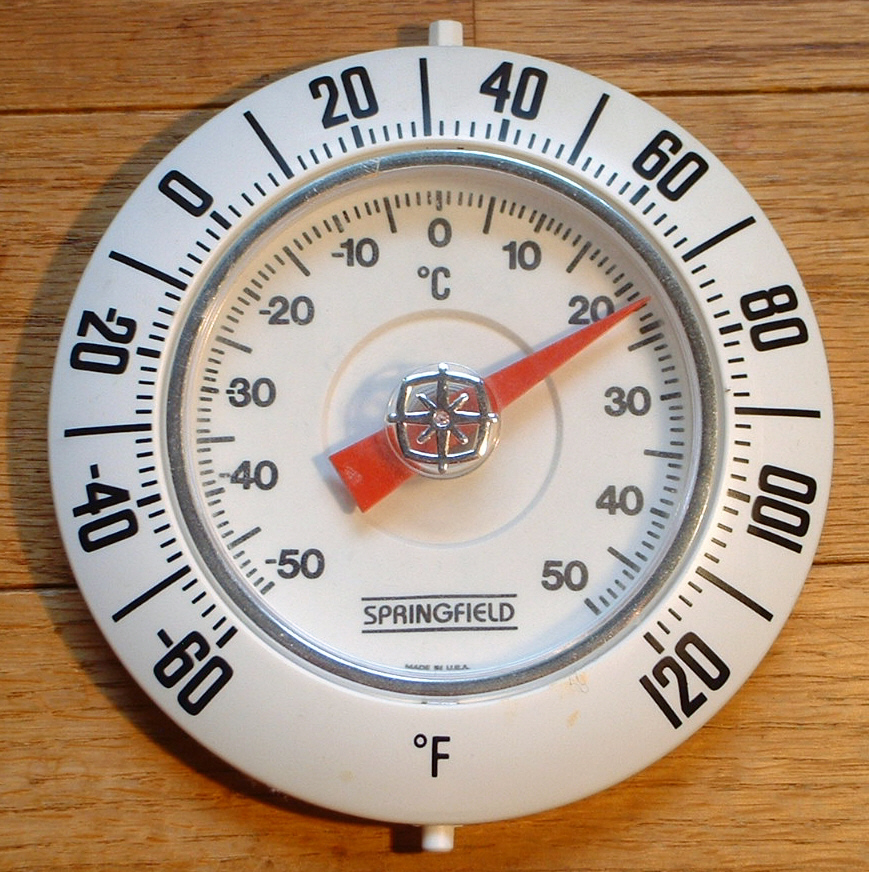
Termómetro Fahrenheit+Celsius de pared.

Esta escala es de uso popular en los países que se adhieren al Sistema Internacional de Unidades, por lo que es la más utilizada mundialmente. Fija el valor de cero grados para la fusión del agua y cien para su ebullición. Inicialmente fue propuesta en Francia por Jean-Pierre Christin en el año 1743 (cambiando la división original de 80 grados de René Antoine Ferchault de Réaumur) y luego por Carlos Linneo, en Suiza, en el año 1745 (invirtiendo los puntos fijos asignados por Anders Celsius). En 1948, la Conferencia General de Pesos y Medidas oficializó el nombre de «grado Celsius» para referirse a la unidad termométrica que corresponde a la centésima parte entre estos puntos.
Para esta escala, estos valores se escriben como 100 °C y 0 °C y se leen 100 grados Celsius y 0 grados Celsius, respectivamente.

### Escala Fahrenheit
En los países anglosajones se pueden encontrar aún termómetros graduados en grado Fahrenheit (°F), propuesta por Gabriel Fahrenheit en 1724. La escala Fahrenheit difiere de la Celsius tanto en los valores asignados a los puntos fijos, como en el tamaño de los grados. En la escala Fahrenheit los puntos fijos son los de fusión y ebullición de una disolución de cloruro amónico en agua. Así al primer punto fijo se le atribuye el valor 32 y al segundo el valor 212. Para pasar de una a otra escala es preciso emplear la ecuación:
T(°F) = (9/5) × T(°C) + 32 o T(°C) = (5/9) × [T(°F) − 32]
donde T(°F) representa la temperatura expresada en grados Fahrenheit y T(°C) la expresada en grados Celsius.
Su utilización se circunscribe a los países anglosajones y a Japón, aunque existe una marcada tendencia a la unificación de sistemas en la escala Celsius.

### Escala Kelvin o absoluta

Se comparan las escalas Celsius y Kelvin mostrando los puntos de referencia anteriores a 1954 y los posteriores para mostrar cómo ambas convenciones coinciden. De color negro aparecen el punto triple del agua (0.01 °C, 273.16 K) y el cero absoluto (-273.15 °C, 0 K). De color gris los puntos de congelamiento (0 °C, 273.15 K) y ebullición del agua (100 °C, 373.15 K).

Si bien en la vida diaria la escala Celsius y Fahrenheit son las más importantes, en el ámbito científico se usa otra, llamada «absoluta» o Kelvin, en honor a sir Lord Kelvin.
En la escala absoluta, al 0 °C se le hace corresponder 273.15 K, mientras que a los 100 °C le corresponden 373.15 K. Se ve inmediatamente que 0 K está a una temperatura que un termómetro Celsius señalará como −273.15 °C. Dicha temperatura se denomina «cero absoluto».
Se puede notar que las escalas Celsius y Kelvin poseen la misma sensibilidad. Por otra parte, esta última escala considera como punto de referencia el punto triple del agua que, bajo cierta presión, equivale a 0.01 °C.
La escala de temperaturas adoptada por el Sistema Internacional de Unidades es la llamada escala absoluta o Kelvin. En ella el tamaño de los grados es el mismo que en la Celsius, pero el cero de la escala se fija en el −273.15 °C. Este punto llamado cero absoluto de temperaturas es tal que a dicha temperatura desaparece la agitación molecular, por lo que, según el significado que la teoría cinética atribuye a la magnitud temperatura, no tiene sentido hablar de valores inferiores a él. El cero absoluto constituye un límite inferior natural de temperaturas, lo que hace que en la escala Kelvin no existan temperaturas bajo cero (negativas). La relación con la escala Celsius viene dada por la ecuación:
T(K) = t(°C) + 273.15 o t(°C) = T(K) − 273.15
T(K) = (5/9) × [t(°F) + 459.67] o t(°F) = (9/5) × T(K) − 459.67
siendo T(K) la temperatura expresada en kelvins.

### Escala Rankine
Se denomina Rankine (símbolo R) a la escala de temperatura que se define midiendo en grados Fahrenheit sobre el cero absoluto, por lo que carece de valores negativos. Esta escala fue propuesta por el físico e ingeniero escocés William Rankine en 1859.
La escala Rankine tiene su punto de cero absoluto a –459.67 °F y los intervalos de grado son idénticos al intervalo de grado Fahrenheit.
T(R) = T(°F) + 459.67 o T(°F) = T(R) − 459.67
T(R) = (9/5) × [T(°C) + 273.16] o T(°C) = (5/9) × [T(R) − 491.67]
siendo T(R) la temperatura expresada en grados Rankine.
Usado comúnmente en Inglaterra y en EE. UU. como medida de temperatura termodinámica. Aunque en la comunidad científica las medidas son efectuadas en Sistema Internacional de Unidades, por tanto la temperatura es medida en kelvins (K).

### Escalas de temperatura en desuso

#### Escala Réaumur
Grado Réaumur (°Ré), en desuso. Se debe a Rene-Antoine Ferchault de Réaumur (1680-1757). La relación con la escala Celsius es:
T(°Ré) = (4/5) × t(°C) o t(°C) = (5/4) × T(°Ré)
T(°Ré) = (4/5) × [T(K) − 273.16] o T(K) = (5/4) × T(°Ré) + 273.16
siendo T(°Ré) la temperatura expresada en grados Réaumur.
El grado Réaumur (°Ré, °Re) es una unidad de temperatura en desuso. Nombrada en honor de René Antoine Ferchault de Réaumur (1683‑1757) que la propuso como unidad en 1731. Termómetro antiguo en una farmacia de Viena que indica la temperatura ambiente en grados Réaumur.

#### Escala Rømer
La unidad de medida en esta escala (°Rø), equivale a 40/21 de un Kelvin (o de un grado Celsius). El símbolo del grado Rømer es °Rø.
T(°Rø) = (21/40) × t(°C) + 7.5 o t(°C) = (40/21) * [T(°Rø) − 7.5]
T(°Rø) = (21/40) × [T(K) − 273.16] + 7.5 o T(K) = (40/21) × [T(ºRø) - 7.5] + 273.16
siendo T(°Rø) la temperatura expresada en grados Rømer.

#### Escala Delisle
Creada por el astrónomo francés Joseph-Nicolas Delisle. Sus unidades son los grados Delisle (o De Lisle), se representan con el símbolo °De y cada uno vale −2/3 de un grado Celsius o Kelvin. El cero de la escala está a la temperatura de ebullición del agua y va aumentando según descienden las otras escalas hasta llegar al cero absoluto a 559.725 °De.

#### Escala Newton
T(°N) = (33/100) × t(°C) o t(°C) = (100/33) × T(°N)
T(°N) = (33/100) × T(K) − 273.16 o T(K) = (100/33) × T(°N) + 273.16
siendo T(°N) la temperatura expresada en grados Newton.

#### Escala Leiden
Grado Leiden (°L) utilizado para calibrar indirectamente bajas temperaturas. Actualmente en desuso.

## Dilatación y termometría
El hecho de que las dimensiones de los cuerpos, por lo general, aumenten regularmente con la temperatura, ha dado lugar a la utilización de tales dimensiones como propiedades termométricas y constituyen el fundamento de la mayor parte de los termómetros ordinarios. Los termómetros de líquidos, como los de alcohol coloreado empleados en meteorología o los de mercurio, de uso clínico, se basan en el fenómeno de la dilatación y emplean como propiedad termométrica el volumen del líquido correspondiente.
La longitud de una varilla o de un hilo metálico puede utilizarse, asimismo, como propiedad termométrica. Su ley de variación con la temperatura para rangos no muy amplios (de 0º a 100 °C) es del tipo:
lt = l0 (1 + a·t)
donde lt representa el valor de la longitud a t grados Celsius, l0 el valor a cero grados y a es un parámetro o constante característica de la sustancia que se denomina coeficiente de dilatación lineal. La ecuación anterior permite establecer una correspondencia entre las magnitudes longitud y temperatura, de tal modo que midiendo aquella pueda determinarse ésta.
Una aplicación termométrica del fenómeno de dilatación en sólidos lo constituye el termómetro metálico. Está formado por una lámina bimetálica de materiales de diferentes coeficientes de dilatación lineal que se consigue soldando dos láminas de metales tales como latón y acero, de igual longitud a 0 °C. Cuando la temperatura aumenta o disminuye respecto del valor inicial, su diferente da lugar a que una de las láminas se dilate más que la otra, con lo que el conjunto se curva en un sentido o en otro según que la temperatura medida sea mayor o menor que la inicial de referencia. Además, la desviación es tanto mayor cuanto mayor es la diferencia de temperaturas respecto de 0 °C. Si se añade una aguja indicadora al sistema, de modo que pueda moverse sobre una escala graduada y calibrada con el auxilio de otro termómetro de referencia, se tiene un termómetro metálico.

## Otras propiedades termométricas
Algunas magnitudes físicas relacionadas con la electricidad varían con la temperatura siguiendo una ley conocida, lo que hace posible su utilización como propiedades termométricas. Tal es el caso de la resistencia eléctrica de los metales cuya ley de variación con la temperatura es del tipo:
Rt = R0 (1 + a·t + b·t2)
siendo R0 el valor de la resistencia a 0 °C, a y b dos constantes características que pueden ser determinadas experimentalmente a partir de medidas de Rt para temperaturas conocidas y correspondientes a otros tantos puntos fijos.
Conocidos todos los parámetros de la anterior ecuación, la medida de temperaturas queda reducida a otra de resistencias sobre una escala calibrada al efecto. Los termómetros de resistencia emplean normalmente un hilo de platino como sensor de temperaturas y poseen un amplio rango de medidas que va desde los -200 °C hasta los 1200 °C.
Los termómetros de termistores constituyen una variante de los de resistencia. Emplean resistencias fabricadas con semiconductores que tienen la propiedad de que su resistencia disminuye en vez de aumentar con la temperatura (termistores). Este tipo de termómetros permiten obtener medidas casi instantáneas de la temperatura del cuerpo con el que están en contacto.

## Aplicación de las escalas termométricas
La relación existente entre las escalas termométricas más empleadas permite expresar una misma temperatura en diferentes formas, esto es, con resultados numéricos y con unidades de medida distintas. Se trata, en lo que sigue, de aplicar las ecuaciones de conversión entre escalas para determinar la temperatura en grados Celsius y en grados Fahrenheit de un cuerpo, cuyo valor en Kelvin es de 77 K.
Para la conversión de K en °C se emplea la ecuación:
t(°C) = T(K) − 273.15
es decir:
t(°C) = 77 − 273.15 = −196.15 °C
Para la conversión en °F se emplea la ecuación:
t(°F) = 1.8 × t(°C) + 32
t(°F) = 1.8 × (−196.15) + 32 = −320.07 °F